# チェ・ホンマン
チェ・ホンマン（崔 洪萬〈新字体: 崔 洪万〉、朝鮮語: 최홍만、1980年10月30日 - ）は、韓国のシルム選手、韓国のキックボクサー、韓国の総合格闘家、俳優である。韓国・済州道済州市出身。ニックネームは「テクノ・ゴリアテ」など。

## 来歴

### 格闘技
高校卒業時に身長190cm以上あったほどの巨漢。その恵まれた体格を活かし大学中退後、シルムの選手となり、日本の相撲の横綱に相当する「天下壮士」の大会で優勝し、第41代目天下壮士となる。シルム時代にはテレビ番組で韓国公演中の朝青龍とも対面し、日韓横綱対決と称してリンゴを握り潰すなど才覚を競っていた。だが、2004年12月6日に所属チームが解散し、その後参戦を考えていたK-1に参戦。
2005年3月19日、デビュー戦になったK-1 WORLD GP 2005 IN SEOULのASIA GPで若翔洋、曙、ガオグライ・ゲーンノラシンを破り優勝。GPへの出場権を手に入れた。
2005年9月23日、K-1 WORLD GP 2005 IN OSAKA 開幕戦で行われたGP1回戦でボブ・サップと対戦し勝利を収め、GP決勝ラウンドへの出場権を手に入れた。
2005年11月19日、K-1 WORLD GP 2005 IN TOKYO 決勝戦で行われたGP準々決勝でレミー・ボンヤスキーと対戦するも判定負け。
2006年6月3日、K-1 WORLD GP 2006 IN SEOULでセーム・シュルトと対戦し、2-1の判定勝ち。しかし、手数・有効打共に圧倒されながらも勝利したことから、雑誌等に「疑惑の判定」と取り上げられることになった。
2006年9月30日、K-1 WORLD GP 2006 IN OSAKA 開幕戦で行われたGP1回戦で、彼がデビュー前から見ていた憧れの人というジェロム・レ・バンナと対戦。延長ラウンドまでもつれ込んだが、判定負け。
2006年11月末にK-1との2年契約が満了することになっていたホンマンは契約更改の協議がまとまらなかったことで同年12月2日に予定されていた K-1 WORLD GP 2006 決勝戦 を試合10日前の11月22日に及んで欠場に追い込まれた。K-1側はレイ・セフォー、ジェロム・レ・バンナの年俸（当時）に匹敵する30億ウォン（約3億5000万円）をホンマン側に提示していたが「30億ウォンなら、試合数を3回に制限しなければならない。40億ウォン（約4億8000万円）で契約するなら年間5試合に出場できる」とホンマン側が食い下がったため交渉が決裂した。
2006年12月31日、K-1 PREMIUM 2006 Dynamite!!でボビー・オロゴンとHERO'Sルールで対戦。開始16秒パウンドでTKO勝ち。
2007年3月4日、K-1 WORLD GP 2007 IN YOKOHAMAでマイティ・モーと対戦。モーの右フックによりK-1キャリアで初となるダウンを喫し、KO負け。
2007年6月2日、Dynamite!! USAでブロック・レスナーと総合格闘技ルールで対戦予定であったが、カリフォルニア州アスレチック・コミッションのメディカルチェックにより直前で出場できなくなった。原因は、病院でMRI撮影を受けた結果、脳に腫瘍が見つかったことによるが、それはホンマンの巨人症の原因と推定されるものであり、試合には影響しないとの医師の診断もある。当日、開会セレモニーで行われた聖火リレーに参加した。
2007年9月29日、韓国ソウルで開催されたK-1 WORLD GP 2007 IN SEOUL FINAL16に開催国推薦選手として出場。GP1回戦でマイティ・モーと再戦。2Rにローキックでダウンを奪い、2-0で判定勝ち。10月4日にK-1競技委員会より発表があり、2Rのダウンは金的付近に当たった不可抗力のアクシデントだったとしてダウンを取り消したが、判定による勝敗には影響がないとされている。このことについてホンマンは、「ローブローはまったく当たっていません」と笑いながらコメントしたが、スロー映像ではハッキリと金的に直撃している様子が映っており、審判からの注意もない為何度も繰り返し前蹴りを放っていた。
2007年12月31日、やれんのか! 大晦日! 2007でエメリヤーエンコ・ヒョードルと対戦し、腕ひしぎ十字固めで一本負け。
2008年4月20日、兵役のため韓国軍に入隊するも、「身長196cm、体重130kg以上の場合は、兵役が免除される」という規定により、3日後の4月23日に除隊となった。
2008年6月10日、脳腫瘍（脳下垂体腺腫）の除去手術を受け成功。アクロメガリー（先端巨大症）という珍しい病気であった。
2008年9月27日、K-1 WORLD GP 2008 IN SEOUL FINAL16でバダ・ハリと対戦し、2Rにダウンを奪うも攻めきれず判定でドローとなり、肋骨の負傷により延長戦開始前にセコンドからタオルが投入されTKO負け。
2008年12月6日、K-1 WORLD GP 2008 FINALのリザーブファイトでレイ・セフォーと対戦し、判定負け。試合後には谷川貞治に「前より悪くなっています。K-1のスピードがせっかく凄くなっているので、彼みたいなタイプは生態系を破壊してしまう。総合格闘技なら持ち味を発揮できそうなので、やってもらいたい。」と評価された。
2008年12月31日、Dynamite!! 〜勇気のチカラ2008〜でミルコ・クロコップとDREAMルールで対戦。両者にイエローカードが提示されるほど両者とも手が出ない試合となったが、左ローキックでKO負けを喫した。
2009年5月26日、DREAM.9のスーパーハルクトーナメント1回戦でホセ・カンセコと対戦し、パウンドでギブアップ（DREAMの公式記録はKO）勝ち。
2009年10月6日、DREAM.11のスーパーハルクトーナメント準決勝でミノワマンと対戦し、踵固めで一本負け。
2015年7月25日、ROAD FC 024でおよそ6年ぶりの格闘技復帰戦に臨むも、カルロス・トヨタに強烈な右フックを浴びて失神し、開始1分29秒でKO負けを喫した。
2015年12月26日に行われたROAD FC 027の無差別級トーナメント1回戦でロオ・ヘンチャオと対戦し、棄権によるTKO勝ちにより、6年7か月ぶりの勝利を収めた。
2016年4月16日、ROAD FC 030の無差別級トーナメント準決勝でアオルコロと対戦し、1RTKO勝ちで決勝進出を決めた。
2016年9月24日、ROAD FC 033の無差別級トーナメント決勝戦でマイティ・モーと9年ぶり三度目の対戦をするも、モーの打撃に圧倒され続け右フックで1RKO負け。この試合を最後にROAD FCからフェードアウトした。
2017年11月、AFC 05にて内田ノボルとキックボクシングルールで対戦し、判定勝ち。キックボクシング10年ぶりの勝利を収めた。
2018年11月10日、マカオで行われた「MAS FIGHT」にて、自分より70kgも軽い中国の一龍と立ち技ルールで対戦し、バックキックを浴びてTKO負け。
2019年6月には韓国で行われたAFC 12でダビド・ミハイロフと立ち技ルールで対戦。相手のラッシュの前に1R49秒にKO負けを喫した。試合後、対人恐怖症を抱えていることを明かしたうえで、「今日リングに立って（韓国の）ファンの顔が見え始めると、突然前が見えなくなった。今までの症状のうち最も激しい状態を経験した」とした。

### 芸能活動
2005年11月12日、フジテレビ系『めちゃ×2イケてるッ!』のゲームコーナー「STAMP8」に安田大サーカスとともにゲスト出演。肩車された位置にいた団長をハリセンで撃退するなど巨体・豪腕ぶりを見せた。
2006年9月20日、テレビ朝日系『くりぃむナントカ』において、韓国の市場でチヂミを売っているという設定でのゲスト出演。
2007年10月、JRA京都競馬場の新オーロラビジョン完成ポスターの広告モデルに起用。チェ・ホンマンの身長を「1チェ・ホンマン」という架空単位として定め、オーロラビジョンがチェ・ホンマンの身長の何倍かを表す斬新さを表現した。（オーロラビジョン「タテ5チェ・ホンマン、ヨコ29チェ・ホンマン」）
2008年12月6日公開の劇場映画「特命係長 只野仁 最後の劇場版」にて謎の用心棒・チョウ役としてスクリーンデビュー。
2009年5月1日公開の劇場映画「GOEMON」に秀吉の側近・我王役で出演。得意の腕力で怪力男を演じた。
2009年10月3日、TBS系「オールスター感謝祭'09秋」のコーナー「ローション相撲」に出演。オードリーの春日俊彰、次長課長の河本準一と対戦し2連勝したが、山田親太朗（総合優勝者）に敗れた。
2010年4月3日、TBS系「オールスター感謝祭'10春」にて再び河本と対戦し、勝利した。
2010年4月17日から同6月12日まで放送された日本テレビ系ドラマ「怪物くん」にフランケン役で初のレギュラー出演を果たした。
2011年10月9日午前3時頃、ソウル市で自身が経営する飲食店において客である女子大生に暴力を加えたとして10月13日に書類送検されている。ただし、口論となって手を頭に当てた程度と説明しており、女子大学生側も酔っていて非があったことを認めており和解が成立している。2012年11月15日、12月投票の韓国大統領選挙における与党・セヌリ党の候補である朴槿恵支持を表明して同日入党し、組織特補に任命された。
2015年10月26日、詐欺容疑で逮捕状請求、指名手配。2015年11月11日、韓国の検察は、チェを詐欺容疑で起訴したと発表した。2016年1月14日、ソウル東部地裁はチェに対し、懲役1年、執行猶予2年を言い渡した。
2020年、直撃!シンソウ坂上に出演し、大阪府内に在住していると明かした。大阪に住んでいる理由について「韓国人からのネット上での誹謗中傷が原因。」「助けてくれたのは大阪の人々。食事に行くとサービスしてくれたり、タクシーでも『応援している』と言って無料で乗せてくれたり、人の温かさを感じた」としていた。
2025年2月、韓国のテレビ番組に出演し、2019年ごろから済州島の山奥に居を構えていることを明かした。激しい非難と誹謗中傷により、対人恐怖症となり、人の少ない静かな済州島に引っ越し、現在も人々の視線を避けて生活しているとした。

## K-1、総合格闘技でのファイトスタイル
格闘技術は荒削りだが、身長218cm、体重160kgの体格が武器となっている。打撃は巨体を活かした威力があり、左足から繰り出される膝蹴りは打点が高く顔面に届くため脅威である。また、長身ファイターがパンチを繰り出しても、長身ゆえに顔面には届かない場面も見られる（TBSはホンマンの長身を分かりやすく伝えるために、取材映像の一部を紹介VTRとして用いることが多い）。
総合格闘技ではシルム出身の経歴が生きており、ヒョードルからもテイクダウンを奪う腰の強さを発揮している。

## 戦績

### キックボクシング
| キックボクシング 戦績 | キックボクシング 戦績 | キックボクシング 戦績 | キックボクシング 戦績 | キックボクシング 戦績 | キックボクシング 戦績 | キックボクシング 戦績 |
| --------------------- | --------------------- | --------------------- | --------------------- | --------------------- | --------------------- | --------------------- |
| 18 試合               | (T)KO                 | 判定                  | その他                | 引き分け              | 無効試合              |                       |
| 12 勝                 | 7                     | 5                     | 0                     | 0                     | 0                     |                       |
| 6 敗                  | 2                     | 4                     | 0                     | 0                     | 0                     |                       |

| 勝敗 | 対戦相手                   | 試合結果                              | 大会名                                                                             | 開催年月日     |
| ×    | レイ・セフォー             | 3R終了 判定0-3                        | K-1 WORLD GP 2008 FINAL 【WORLD GP リザーブファイト】                              | 2008年12月6日  |
| ×    | バダ・ハリ                 | 延長R 0:00 TKO（タオル投入）          | K-1 WORLD GP 2008 IN SEOUL FINAL16 【WORLD GP 1回戦】                              | 2008年9月27日  |
| ×    | ジェロム・レ・バンナ       | 3R終了 判定0-3                        | K-1 WORLD GP 2007 FINAL 【WORLD GP 準々決勝】                                      | 2007年12月8日  |
| ○    | マイティ・モー             | 3R終了 判定2-0                        | K-1 WORLD GP 2007 IN SEOUL FINAL16 【WORLD GP 1回戦】                              | 2007年9月29日  |
| ○    | ゲーリー・グッドリッジ     | 1R 1:34 TKO（パンチ連打）             | K-1 WORLD GP 2007 IN HONG KONG 【スーパーファイト】                                | 2007年8月5日   |
| ○    | マイク・マローン           | 2R 2:48 KO（左フック）                | K-1 WORLD GP 2007 IN HAWAII 【スーパーファイト】                                   | 2007年4月28日  |
| ×    | マイティ・モー             | 2R 0:50 KO（右フック）                | K-1 WORLD GP 2007 IN YOKOHAMA                                                      | 2007年3月4日   |
| ×    | ジェロム・レ・バンナ       | 3R+延長R終了 判定0-3                  | K-1 WORLD GP 2006 IN OSAKA 開幕戦 【WORLD GP 1回戦】                               | 2006年9月30日  |
| ○    | 曙                         | 2R 0:57 KO（右ストレート）            | K-1 REVENGE 2006 〜アンディ・フグ七回忌追悼イベント〜 K-1 WORLD GP 2006 in SAPPORO | 2006年7月30日  |
| ○    | セーム・シュルト           | 3R終了 判定2-1                        | K-1 WORLD GP 2006 IN SEOUL 【スーパーファイト】                                    | 2006年6月3日   |
| ○    | ザ・プレデター             | 3R終了 判定3-0                        | K-1 WORLD GP 2006 IN LAS VEGAS 【スーパーファイト】                                | 2006年4月29日  |
| ×    | レミー・ボンヤスキー       | 3R終了 判定0-3                        | K-1 WORLD GP 2005 IN TOKYO 決勝戦 【WORLD GP 準々決勝】                            | 2005年11月19日 |
| ○    | ボブ・サップ               | 3R終了 判定2-0                        | K-1 WORLD GP 2005 IN OSAKA 開幕戦 【WORLD GP 1回戦】                               | 2005年9月23日  |
| ○    | 曙                         | 1R 2:52 KO（膝蹴り）                  | K-1 WORLD GP 2005 IN HAWAII 【スーパーファイト】                                   | 2005年7月29日  |
| ○    | トム・ハワード             | 1R 2:11 KO（左膝蹴り）                | K-1 WORLD GP 2005 IN HIROSHIMA 【スーパーファイト】                                | 2005年6月14日  |
| ○    | ガオグライ・ゲーンノラシン | 3R+延長R終了 判定3-0                  | K-1 WORLD GP 2005 IN SEOUL 【ASIA GP 決勝】                                        | 2005年3月19日  |
| ○    | 曙                         | 1R 0:42 TKO（タオル投入）             | K-1 WORLD GP 2005 IN SEOUL 【ASIA GP 準決勝】                                      | 2005年3月19日  |
| ○    | 若翔洋                     | 1R 1:40 KO（2ノックダウン：右フック） | K-1 WORLD GP 2005 IN SEOUL 【ASIA GP 1回戦】                                       | 2005年3月19日  |

### 総合格闘技
| 総合格闘技 戦績 | 総合格闘技 戦績 | 総合格闘技 戦績 | 総合格闘技 戦績 | 総合格闘技 戦績 | 総合格闘技 戦績 | 総合格闘技 戦績 |
| --------------- | --------------- | --------------- | --------------- | --------------- | --------------- | --------------- |
| 9 試合          | (T)KO           | 一本            | 判定            | その他          | 引き分け        | 無効試合        |
| 4 勝            | 2               | 1               | 0               | 0               | 0               | 0               |
| 5 敗            | 3               | 2               | 0               | 0               | 0               | 0               |

| 勝敗 | 対戦相手                     | 試合結果                       | 大会名                                                                          | 開催年月日     |
| ×    | マイティ・モー               | 1R 4:06 KO（右フック）         | ROAD FC 033 【無差別級トーナメント 決勝】                                       | 2016年9月24日  |
| ○    | アオルコロ                   | 1R 1:36 TKO（パウンド）        | ROAD FC 030 in China 【無差別級トーナメント 準決勝】                            | 2016年4月16日  |
| ○    | ロオ・ヘンチャオ             | 1R 3:14 TKO（棄権）            | ROAD FC 027 in China 【無差別級トーナメント 1回戦】                             | 2015年12月26日 |
| ×    | カルロス・トヨタ             | 1R 1:29 KO（右フック）         | ROAD FC 024 in Japan                                                            | 2015年7月25日  |
| ×    | ミノワマン                   | 2R 1:27 踵固め                 | DREAM.11 フェザー級グランプリ2009 決勝戦 【スーパーハルクトーナメント 準決勝】  | 2009年10月6日  |
| ○    | ホセ・カンセコ               | 1R 1:17 ギブアップ（パウンド） | DREAM.9 フェザー級グランプリ2009 2nd ROUND 【スーパーハルクトーナメント 1回戦】 | 2009年5月26日  |
| ×    | ミルコ・クロコップ           | 1R 6:32 KO（左ローキック）     | Dynamite!! 〜勇気のチカラ2008〜                                                 | 2008年12月31日 |
| ×    | エメリヤーエンコ・ヒョードル | 1R 1:54 腕ひしぎ十字固め       | やれんのか! 大晦日! 2007                                                        | 2007年12月31日 |
| ○    | ボビー・オロゴン             | 1R 0:16 TKO（パウンド）        | K-1 PREMIUM 2006 Dynamite!!                                                     | 2006年12月31日 |

## 獲得タイトル
- ジンアン大会 優勝（2003年）
- 天下壮士大会 優勝（2003年）
- 正月壮士大会 優勝（2004年）
- ハムヤン大会 優勝（2004年）
- K-1 WORLD GP 2005 IN SEOUL ASIA GP 優勝

## 人物
- 日本語を流暢に話す。
- 両親は巨体ではなく、普通の体格である。
- スタイルはオーソドックス。だが、本来は左利きである。これはジャブを慣れている利き手で打つことで力強さを発揮できる意図であり有利になる（いわゆる、逆コンバーテッドサウスポー）。
- 派手な色の髪が特徴で、金・青など、頭髪色をいろいろと変えている。
- 格闘技参戦前にダンサーを目指していた時期があり、ダンスが得意である。そのため、試合後は勝利のテクノダンスを踊ることでも知られている（テクノ・ゴリアテの由来にもなっている）。
- 自称「水のいらない魚」[21]。インタビューでそう語っているだけあり、水泳が得意である。
- AKB48の推しメンは、小森美果である。

## 出演

### テレビ番組
- ポケモンスマッシュ!（2010年10月3日 - 、テレビ東京） - 会長（準レギュラー） 役
- 夢対決2013 とんねるずのスポーツ王は俺だ!!（2013年1月2日、テレビ朝日）

### ドラマ
- 怪物くん（2010年4月17日 - 6月12日、日本テレビ） - フランケン 役

### 映画
- 特命係長 只野仁 最後の劇場版（2008年） - チョウ 役
- GOEMON（2009年） - 我王 役
- 映画 怪物くん（2011年） - フランケン 役

### CM
- モナ王（ロッテアイス）
- 韓湯美味（ポッカコーポレーション）

### ミュージックビデオ
- God「Saturday Night」（2014年）

### イベント
- 炎上万博（2019年8月8日、アリーナ立川立飛）

### 戦績
- K-1 選手データ - ウェイバックマシン（2011年10月15日アーカイブ分）
- DREAM 選手データ
- バウトレビュー 選手データ
- チェ・ホンマンの戦績 - SHERDOG（英語）